# J. James Exon

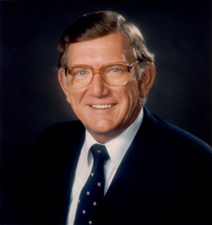
J. James Exon

John James Exon, född 9 augusti 1921 i Charles Mix County, South Dakota, död 10 juni 2005 i Lincoln, Nebraska, var en amerikansk demokratisk politiker. Han var guvernör i delstaten Nebraska 1971-1979. Han representerade Nebraska i USA:s senat 1979-1997.
Exon studerade 1939-1941 vid Municipal University of Omaha. Han deltog sedan i andra världskriget i USA:s armé. Exon startade 1953 företaget Exon Office Supplies.
Exon vann guvernörsvalet i Nebraska 1970. Han omvaldes fyra år senare. Han blev sedan invald i USA:s senat i senatsvalet 1978. Han omvaldes 1984 och 1990. Han efterträddes 1997 som senator av republikanen Chuck Hagel.
Exon var anglikan och frimurare. Han gravsattes på Wyuka Cemetery i Lincoln.